# Studukatówka 1621
Studukatówka 1621 – złota moneta z mennicy w Bydgoszczy, o masie odpowiadającej 100 dukatom, na której umieszczono kilkukrotnie datę roczną 1621. Na początku XVII w., w roku emisji, była to największa złota moneta europejska. Następne studukatówki pojawiły się w 1629 r. (Ferdynand III) i 1674 r. (Michael Apafi).
Studukatówce 1621 najczęściej przypisywany jest status monety okolicznościowej wybitej w czasie panowania Zygmunta III Wazy z okazji zwycięstwa chocimskiego nad Turkami w roku 1621. Niekiedy pojawiają się hipotezy o obiegowym charakterze emisji, albo też medalowym, a nie monetarnym jej statusie. Hipotezy o obiegowym charakterze formułowane są na podstawie analizy zachowanych do przełomu XX i XXI w. egzemplarzy, z których większość posiada wyraźne ślady obiegu – różne mechaniczne uszkodzenia w polu i na krawędzi.

## Awers[6]
Na tej stronie monety umieszczono popiersie królewskie bez korony z twarzą skierowaną w prawo i Orderem Złotego Runa, na samym dole litery S A będące inicjałami rytownika Samuela Ammona, dookoła otokowy napis:

★SIGISMVNDVS•III•D(ei):G(ratia):POLONIÆ•ET•SVECIÆ•REX★

(pol. Zygmunt III, z Bożej łaski król Polski i Szwecji), całość otoczona dębowym wieńcem. Data 1621 w wersji miniaturowej umieszczona została w trzech miejscach, w dolnych partiach popiersia Zygmunta III Wazy.

## Rewers[10]
W centralnej części znajduje się dziewięciopolowa, ukoronowana tarcza z herbem Rzeczypospolitej Obojga Narodów, otoczona łańcuchem Orderu Złotego Runa, dookoła którego wybito legendę:

★MAGNVS•DVX•LITVAN(iæ):RVSS(iæ):–:PRVSS(iæ):MAS(viæ):SAM(ogitiæ):LIVON(iæ):ZC':★

(pol. Wielki książę litewski, ruski, pruski, mazowiecki, żmudzki, inflancki, etc.), oddzieloną drobną, łańcuszkową obwódką. Wszystkie elementy otoczono dębowym wieńcem.
Końcowe litery ZC oznaczają „i pozostałe”. Ze skrótu tego korzystano, gdy część tytulatury nie mieściła się w polu monety – w przypadku studukatówki z Bydgoszczy brakuje: „Gotów i Wandalów”.
Podobnie jak na awersie, tak i na rewersie umieszczono dodatkowe, miniaturowe napisy, o wysokości 1,0–1,3 mm. Od góry są to:
- mała data 16 – 21 wybita nad koroną,
- litery II – VE (Jacob Jacobson van Emden),
- powtórzona data 16 – 21, wybita puncami około 0,5–0,7 mm wysokości,
- litery S – A (Samuel Ammon) w polu rewersu,
- litery S – A powtórzone poniżej tarczy herbowej.

## Opis
Studukatówkę wybito najprawdopodobniej z rozkazu króla Zygmunta III Wazy. W literaturze przedmiotu pojawiała się również hipoteza, że emisję zlecił nie król, a Jacob Jacobson, zarządca mennicy bydgoskiej, jeden z największych finansowych potentatów ówczesnego państwa polsko-litewskiego. Otrzymał on od króla m.in. prawo bicia wszystkich rodzajów monet oraz wyłączne prawo do zakupu srebra w kraju i zagranicą.
Masa wybitej w Bydgoszczy studukatówki wynosi ok. 350 gramów – dla znanych na początku XXI w. egzemplarzy mieści się między 346,96 a 350,69 grama – średnica to ok. 70 mm – zmierzono wartości od 68,6 do 70,0 mm – próba stopu złota dla znajdujących się na początku XXI wieku w polskich muzeach egzemplarzy wynosi 986 (w literaturze pojawia się czasami 967). Drugim, obok złota, metalem stwierdzonym w poddanych weryfikacji egzemplarzach było srebro.
XXI-wiecznym badaczom udało się zidentyfikować 2 stemple awersu i 4 rewersu.
Według jednej z hipotez projektantem wizerunku królewskiego umieszczonego na awersie był gdański malarz Herman Han.

## Znane egzemplarze
W drugim dziesięcioleciu XXI w. udało się potwierdzić istnienie co najmniej 14 sztuk studukatówek. Są to numizmaty:
1. Muzeum Narodowego w Krakowie (wcześniej w posiadaniu Emeryka Hutten-Czapskiego)
2. Zamku Królewskiego na Wawelu (wcześniej w posiadaniu Stanisława Tarnowskiego)
3. Węgierskiego Muzeum Narodowego (Magyar Nemzeti Múzeum) egzemplarz nr 1 o grubości 5,87 mm (wcześniej w posiadaniu rodziny Esterházy)
4. Węgierskiego Muzeum Narodowego (Magyar Nemzeti Múzeum) egzemplarz nr 2 o grubości 5,70 mm (wcześniej w posiadaniu rodziny Esterházy)
5. Węgierskiego Muzeum Narodowego (Magyar Nemzeti Múzeum) egzemplarz nr 3 o grubości 5,72 mm (wcześniej w posiadaniu rodziny Esterházy)
6. Państwowych zbiorów sztuki w Dreźnie (Staatliche Kunstammlungen Dresden)
7. Wystawiony na aukcji Chapman (1911)
8. Opisany w cenniku Gimbels (1952)
9. Wystawiony kilkukrotnie na aukcjach Stack’s (1953, 1974, 1980, 1989)
10. Wystawiony dwukrotnie na aukcjach Stack’s (1954, 1957), włączony do kolekcji początkowo Josiah Kirby Lilly Jr., następnie Smithsonian Institution
11. Wystawiony na aukcji G. Hirsch (Monachium, 1967)
12. Wystawiony na aukcji Stack’s (2008), następnie na aukcji CNG (2018)
13. Ze zbioru prywatnego Waldo Newcomer (podobno pochodzi z kolecji papieskiej)
14. Ze zbioru prywatnego kolekcja Aureus Polonicus (pochodzi ze starej włoskiej kolekcji).

W literaturze opisane są także 2 egzemplarze, co do których nie ma ostatecznej pewności, czy nie są jedną z monet 1–14, albo czy w rzeczywistości istnieją:
- egzemplarz z wystawy z 90. corocznego spotkania Amerykańskiego Towarzystwa Numizmatycznego (ANA) – być może jest to studukatówka z kolekcji Josiah Kirby Lilly Jr.
- zbiór prywatny z Nowego Jorku (ze względu na brak wiarygodnych danych nie można stwierdzić z całkowitą pewnością, czy ten egzemplarz w ogóle istnieje).

## Inne bicia
Stemplami studukatówki wybito również lżejsze (cieńsze) złote monety o masie odpowiadającej wartości od 30, do 90 dukatów. Niektóre ze znanych w XXI w. studukatówek mają wydrapane oznaczenie „100” w polu awersu lub na rancie, w celu łatwego odróżnienia ich od Iżejszych egzemplarzy.
Istnieją także bicia w srebrze o masie odpowiadającej: 2, 3½, 4, 5½, 6 oraz 10 talarów (od 49,92 do 290,27 grama). 10-talarowa wersja była zarazem największą srebrną polską monetą wybitą w okresie I Rzeczypospolitej.